# Trädet och flodkröken
Trädet och flodkröken eller Franskt flodlandskap, Bois-le-Roi är en oljemålning av den svenske konstnären Carl Fredrik Hill (1849–1911) som finns i flera utförande. Den första versionen är utställd på Prins Eugens Waldemarsudde, den tredje på Nationalmuseum, en femte på Göteborgs konstmuseum och nummer sex på Sven-Harrys konstmuseum i Stockholm. Övriga är i privat ägo. Alla är från 1877.

## Tillkomst
Hill var en av Sveriges förnämsta landskapsmålare. Han kom till Frankrike 1873 där han arbetade på egen hand till 1878. Under sin tid i Frankrike slog impressionisterna igenom, deras första utställning hölls 1874. Hill intresserade sig för impressionismen men var framför allt inspirerad av Camille Corot och Barbizonskolan. Under Hills tid i Frankrike arbetade han intensivt och flera målningar med starkt personligt intryck tillkom då. 
Hills kanske mest kända målning är Trädet och flodkröken som målades i den stora Fontainebleauskogen i Bois-le-Roi med utsikt över floden Seine, 50 km sydöst om Paris. Här fanns turist- och promenadstigar med många utsiktsplatser. Rekreation var en viktig del av borgerskapets moderna livsstil. Vid tidpunkten hade Hill lämnat sitt tidigare mörka måleri för att som friluftsmålare med pensel och palettkniv om vartannat arbeta med palettens klara ljusa färger. Här har konstnären arbetat med att förena ett starkt dagsljus med landskapets svagt disiga atmosfär. Flodlandskapet breder ut sig i gråsilvrigt ljus och frodig grönska.

## Första versionen på Prins Eugens Waldemarsudde
Den första versionen benämns Landskap vid Bois-le-Roi och finns utställd på Prins Eugens Waldemarsudde. Den är något mindre (21,5x27 cm), mer skissartad och otydlig i konturerna.

## Tredje versionen på Nationalmuseum
Nationalmuseums målning benämns Trädet och flodkröken III. Det är den tredje versionen och förvärvades 1915 som en gåva från konstvänner genom Richard Bergh.

## Femte versionen på Göteborgs konstmuseum
Den femte versionen benämns Franskt flodlandskap, Bois-le-Roi och är den största (54x73 cm). Den har en tydligare kolorit än övriga versioner. Den ägs av Göteborgs konstmuseum sedan 1915.